# 茅野市民館
茅野市民館 （ちのしみんかん・2005年10月1日開業）は、長野県茅野市にある文化複合施設である。
劇場・音楽ホール、茅野市美術館、スタジオ、図書室、レストランなど、さまざまな機能を合わせ持ち、利用者によって多様な使い方に対応できる。
茅野駅 東口橋上駅舎から通路が延び、直結している。
設計は建築家古谷誠章である。(面出薫照明デザイン。)2007年、デザインが認められ、日本建築学会賞、日本建築家協会賞 受賞。2011年、日本芸術院賞 受賞。毎年9月中旬頃開催されている小津安二郎記念蓼科高原映画祭の会場の一つ（他の会場-新星劇場、小津安二郎記念館・無藝荘）。

## 概要
茅野市民館は茅野市が同市民館条例に基づく「市民の生涯学習及び地域文化創造の交流拠点」として設置した施設で、主要な施設として「茅野市民ホール」・「茅野市美術館」・「茅野市民館図書室」・「市民館広場」・「イベントスペース」がある。
用地は住宅・商店跡および茅野駅側線跡のほか、北から順に信厚館製糸場（1897年操業開始、のち信濃寒天販売購買組合事務所・寒天倉庫。一部はさらに魚力茅野店→西友茅野店）跡地、授産所（のち地紙世商店寒天倉庫→茅野市民会館）跡地、株式会社地紙世商店事務所・同寒天倉庫（ともに2004年解体）跡地である。

### 施設詳細
- この節の出典:[2]
- ホール
  - マルチホール（780席、可動イスもある。演劇や音楽、展示、パフォーマンスなど、さまざまなジャンルのアートに利用できる。2階席の前面に映写スクリーンをおろすことによって、1階だけのコンパクトな利用にも対応する。）
  - コンサートホール（客席数300席、規模総面積：320㎡〈特別室をのぞく〉）
- アトリエ（〈リハーサル室〉舞台稽古はもちろんのこと、小規模な発表会やワークショップなどにも利用できる。バレー・バーや鏡も用意されている。）
- スタジオ（練習室）
  - Aスタジオ（バンド練習用にドラムセットやマイク、アンプを設置。）
  - Cスタジオ（アップライトピアノ〈別料金〉を設置。）
- 市民館図書室（駅のホームと平行するガラス張りのスロープ沿いにある[3]。蔵書数約1万点。「オープン型図書室」をコンセプトに高さ5メートルの全面ガラス張りとし開放感を演出する[4][注 1]。）

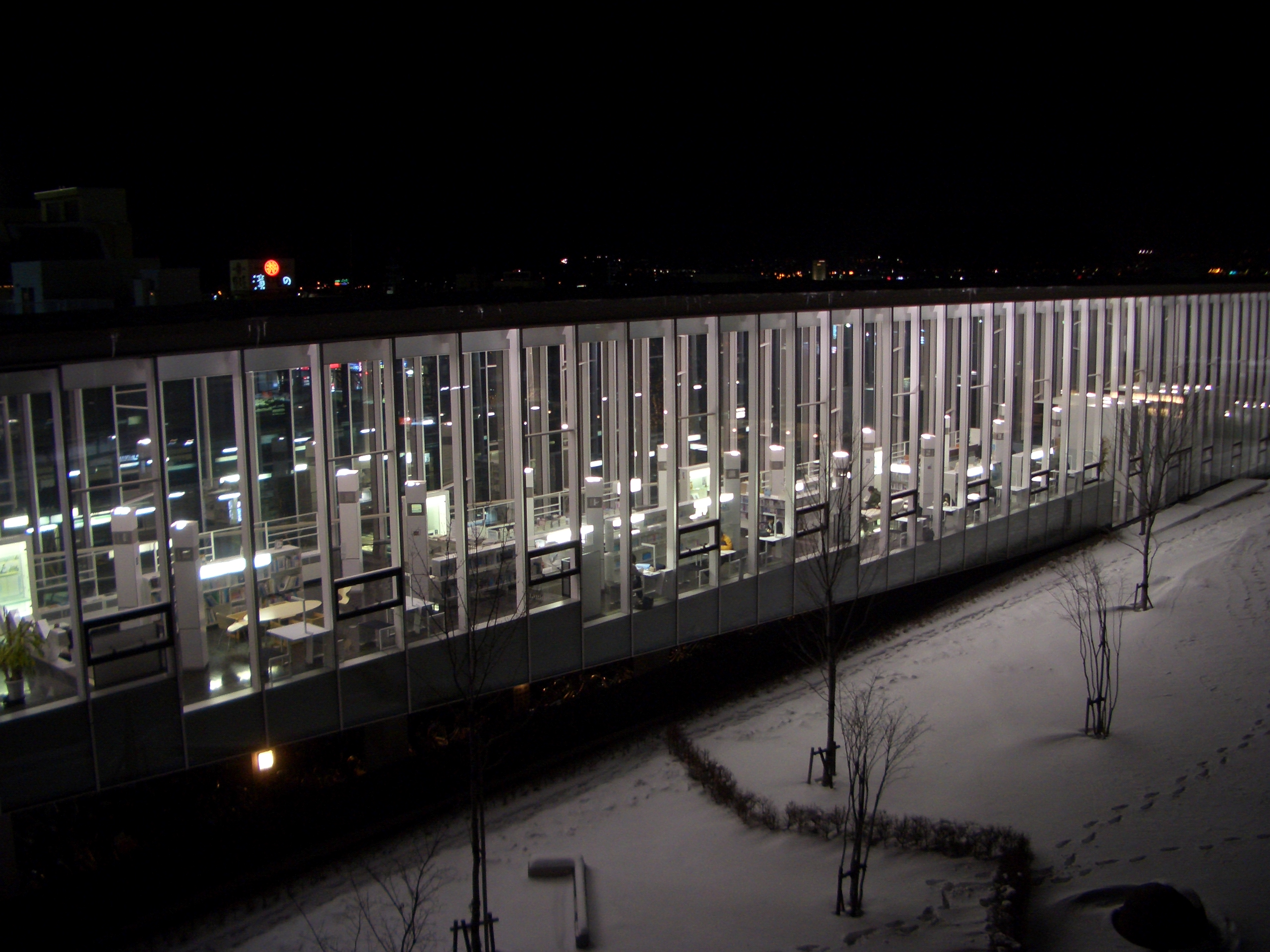
図書室外観
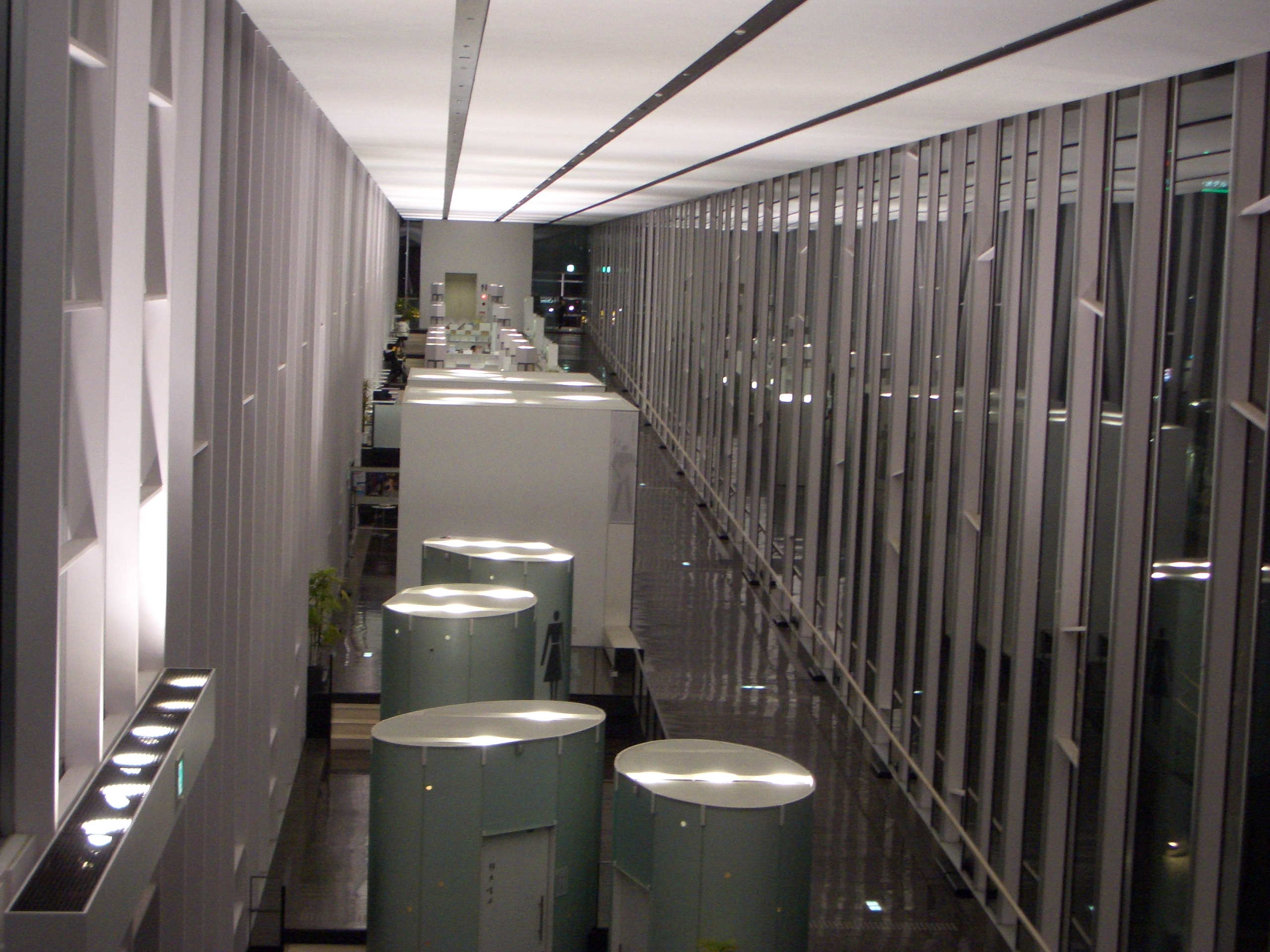
図書室内部
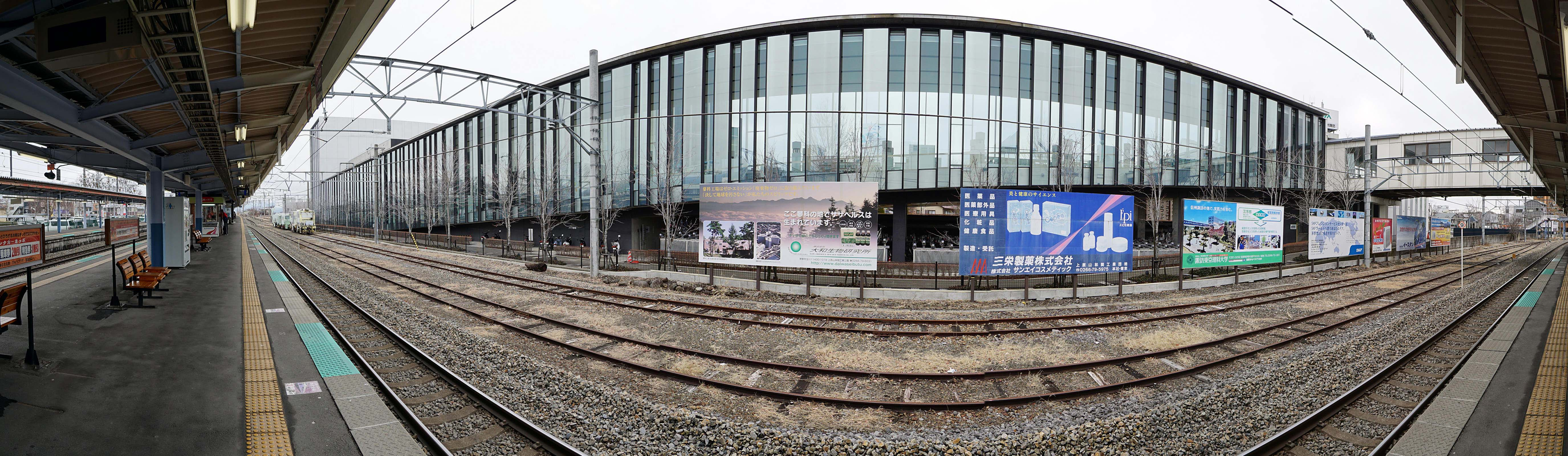
駅のホームからの眺め
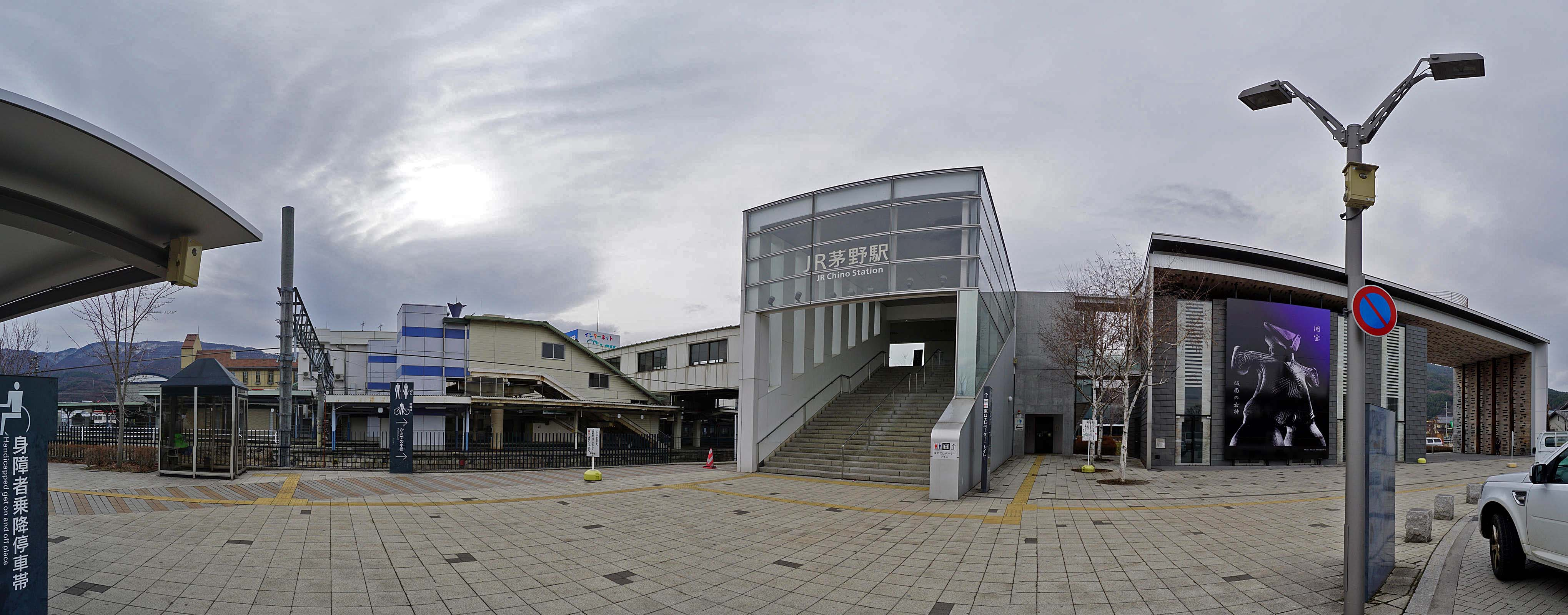
右側:駅東口近くのイベントスペース（2015年撮影）

- イベントスペース（茅野駅前にあった寒天倉庫の材料を利用して造られた。）
- カフェ・アンダンテ（レストラン）
- 共通ロビー、テラス、中庭、東広場。
- 駐車場258台

### 開館時間
- 開館時間 午前9時～午後10時（図書室、美術館常設展示室は午前9時～午後7時）
- 受付時間、午前9時～午後8時
- ※休館日 火曜日（火曜が祝日の場合は、その直後の休日でない日）年末年始（年末年始12月29日から翌年1月3日まで）
  - カフェ・アンダンテ
    - 営業時間：AM10:00～PM8:00（ランチタイム：AM11:00～PM2：00）

## 茅野市美術館
茅野市美術館 は1980年7月に茅野市図書館・美術館として茅野市玉川に建設されていたが、茅野市民館がオープンしたのを機に、美術館のみ館内に移転。
常設展示室と市民ギャラリーの2スペースがあり、常設展示室では郷土の作家の作品を中心に、所蔵作品を常設展示している｡市民ギャラリーでは作家の個展や、美術団体の公募展、サークル等の展覧会、企画展を開催している。

## 主な所蔵作家
日本画
- 武居大命、矢沢弦月、羽柴久義、山田郁夫、長田真弓、渡辺隆夫、折井宏光、岩波昭彦

洋画
- 田村一男、中尾彰、小堀四郎、宮芳平、松樹路人、志村一男、中川紀元、堀内唯生、早出守雄、高橋貞一郎、高橋靖夫、野村千春、栁澤毅一、矢崎牧廣、矢崎博信、篠原昭登、岩波昭雄

彫刻
- 細川宗英、富永直樹、藤井浩佑、大和作内、長田平次、今城国忠、浜達也、宮坂房衛、矢崎虎夫、有賀敬子、小川由加里、立川義明、藤森民雄[8]、牛山政幸

書道
- 津金寉仙、津金孝邦、上條信山、平林舟鶴、土屋文明

工芸
- 小川天香（鏝絵）、細田幽斎（能面）、小口正二、島立幸男（漆芸）、伊藤彰敏（陶芸）、小川正波（金工）

建築
- 藤森照信

版画
- 武井武雄、増沢荘一郎（木版画）

写真
- 木之下晃、中村梧郎

現代美術
- 松澤宥

## 茅野市民館の歴史
この節の出典:

- 1967年（昭和42年）11月 -「茅野市民会館」（茅野市民館の前身）開館。
- 1980年7月 - 茅野市図書館、美術館として建設される。
- 1981年初代茅野市美術館長、北澤敏郎の諏訪中時代（現在の諏訪清陵高等学校）の同級生の矢崎博信の遺作展を機に、矢崎の遺族から多数の作品を寄託される[11]。
- 1998年9月 - 第1回小津安二郎記念蓼科高原映画祭開催
- 1999年7月 - パートナーシップのまちづくり推進会議が発足
  - 8月 -「茅野市の地域文化を創る会」を結成。（市に寄せられた提案等も活用しながら10回のワークショップを重ね、基本構想素案をまとめ、これを基に基本構想を策定した。「市民の生涯学習や、地域文化の交流拠点」として位置付け、建設を機に「芸術から産業に至るまで、生活のすべてにかかわる多様な地域文化創造」という大きなまちづくりの課題に、市民・民間と行政が一体となった「パートナーシップのまちづくり」により取り組んでいくことが記された[注 2]。）
- 2003年8月2日 -　茅野市民館建設工事起工
- 2004年7月 - 美術館移転前の最後の特別企画展「～新美術館にむけて～特別企画さよなら展・茅野市美術館委員展」を開催[12]。
- 2005年3月31日 -　建設工事竣工。
- 2006年2月18日「こだま愛 First Recital」開催[13]。

- - 同年7月17日 -　竣工式典、プレオープン。館内に茅野市美術館移転、10月1日、グランドオープン(神山純一によって茅野市民館オープニング音楽が作曲された)
  - 同年から始まった市民館会場のダンスイベント「Party C」が開催。(2009年3月、2010年10月DJ GOMI 、DJ OSSHY出演[14])
- 2007年より上方落語の公演「桂文珍独演会」が行われ以後『寒天寄席』と銘打って、2009年「第二回寒天寄席 天満天神繁昌亭」（天満天神繁昌亭の出前公演。桂春団治 (3代目)、桂春之輔（現:4代目桂春団治）出演）、同年「第三回寒天寄席桂三枝独演会」開催[15]。
- 2008年、彫刻家富永直樹、長男富永良太から「僕らの遊び場」が茅野市美術館に寄贈され、富永直樹の友人、水引秀雄から「A PAEAN（賛歌)」が寄贈され、茅野市民館2階のコンサートホールのホワイエに設置された。
- 2013年9月5日より市民館会場の森永泰弘の音楽のワークショップ、「基礎演習講座」が開催された[16]。
- 2014年4月、富永直樹の生誕100年を記念した展覧会が茅野市美術館にて開催された。同年7月、｢生誕100年 矢崎博信展 幻想の彼方へ｣展開催。
- 2015年6月27より市民館会場の室内型ロックフェス「OTOSATA ROCK FESTIVAL開催[17]」｡ザ・チャレンジ (バンド)(2016年6月26日)、BIGMAMA(2018年6月16日)出演｡
- 2016年映画『バースデーカード』の撮影が市民館他､諏訪市尾玉町、諏訪市立高島小学校、諏訪市立諏訪南中学校、長野県岡谷南高等学校野球部グラウンド、諏訪東京理科大学、富士見高原病院、茅野市図書館、茅野市運動公園野球場、砥川橋等でおこなわれた。
- 2019年より始まった音楽イベント「スワライズ[18]」に藤森慎吾(2019年2月17日と、2020年3月21日[19])、清水まなぶ(2021年12月25日[20])出演。2022年11月20日スワライズ2022、開催。
  - 2019年8月30日「MYSTERY NIGHT TOUR 2019稲川淳二の怪談ナイト」開催[21]。
- 2021年5月15日より「第1回 蓼科高原音楽祭～蓼科にクラシック音楽の花束を～」開催。ピアニストの金子三勇士他出演[22]。翌年2022年5月14日より「第2回 蓼科高原音楽祭」開催。金子三勇士、ヴァイオリニストの瀬﨑明日香、佐々木祐子、諏訪交響楽団出演[23]。
  - 2021年7月23日より茅野市美術館にて諏訪地域ゆかりの工芸作家総勢22人（小川天香（漆喰）・北原三佳（鋳金）・和泉湧清（鋳金）・小口正二（漆）・宮坂房衛（彫金）・小川正波（鍛金）・浜達也（彫金）・三村昌弘（彫金）・五藤慶子（皮革）・栁澤香樹（皮革）・長田豊土（陶）・宮坂正木（七宝）・和泉清（鋳金）・島立幸男（漆）・和泉湧三（鋳金）・土岐千尋（木工）・竹森公男（漆）・小松幸代（陶）・伊藤彰敏（陶）・小口稔（磁）・飯山和俊（陶）・向山伊保江（七宝））の企画展「工芸と出会う―この地の流れ」を開催した[24]。
- 2023年2月18日より「宇崎竜童 50th anniversary 弾き語りLIVE 2023 JUST GUITAR JUST VOCAL」開催[25]。
  - 同年11月12日小原流長野諏訪支部の創立40周年を記念した特別講習会「ＨＡＮＡ・輝く未来へ」で小原流家元の小原宏貴が生け花の実演を行った[26]。
- 2024年1月8日より能楽師の青木一郎、観世銕之丞 (9世)（観世流）、野村裕基、野村万作（和泉流）らによる「日本全国 能楽キャラバン！梅若研能会 茅野公演」開催[27]。
  - 2024年1月21日にヴァイオリニストの天満敦子と「無言館」館主の窪島誠一郎の語りのコラボ「ヴァイオリンと語りの会」開催。
  - 同年3月9日宝くじまちの音楽会「南こうせつ with ウーファン・心のうたコンサート」開催。
  - 同年3月20日、「第12回寒天寄席二代目桂春之輔襲名披露公演」開催。